# Bucephala islandica

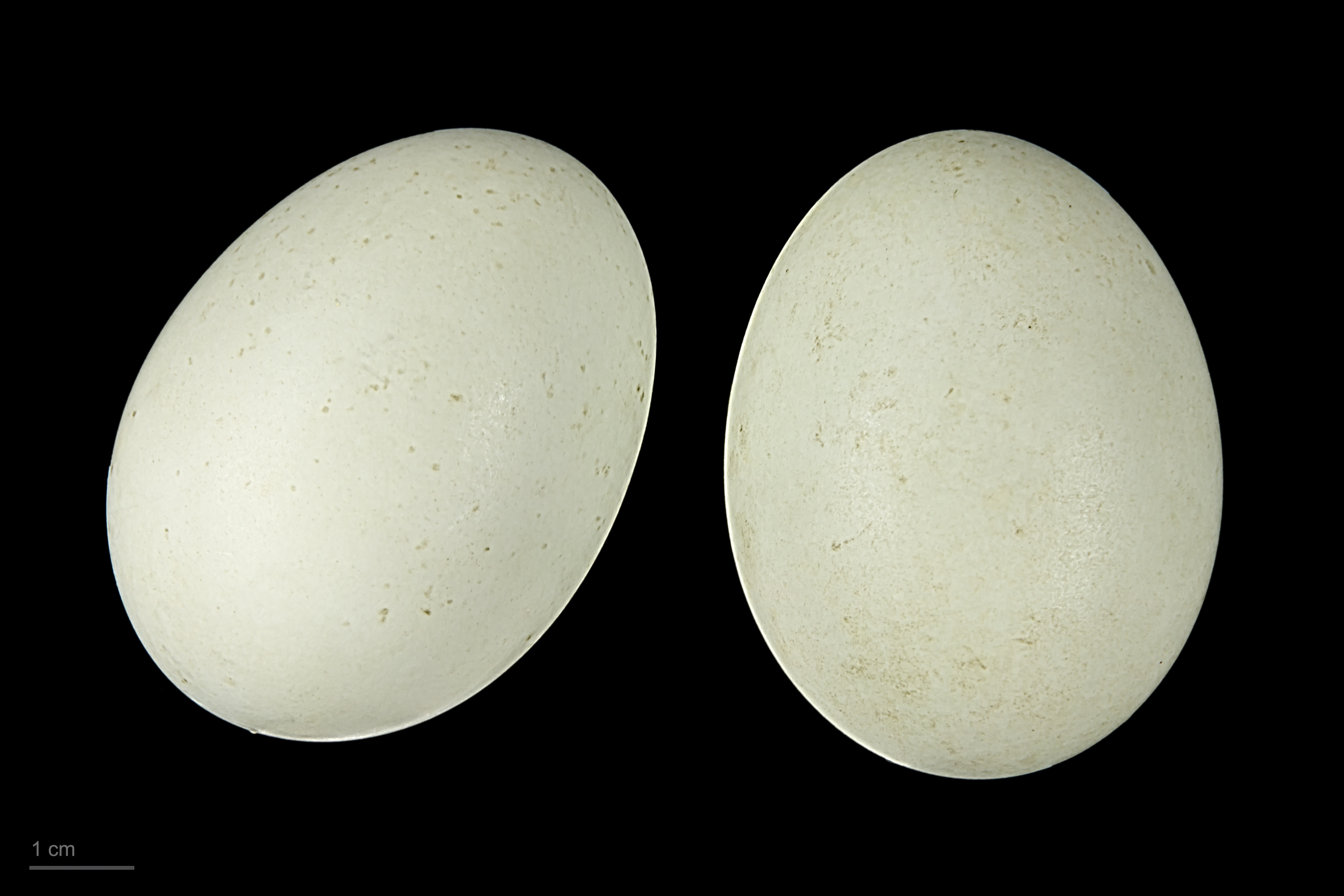
Bucephala islandica - MHNT

El porrón islándico o pato islándico (Bucephala islandica) es una especie de ave anseriforme de la familia Anatidae autóctono de Islandia y de ciertos enclaves de la costa atlántica canadiense.